# Liste der Wappen im Landkreis Ostprignitz-Ruppin
Diese Liste zeigt die Wappen der Ämter, Städte und Gemeinden sowie Wappen von ehemals selbständigen Gemeinden und aufgelösten Landkreisen im Landkreis Ostprignitz-Ruppin in Brandenburg.

Wappen des Landkreises Ostprignitz-Ruppin[1]
Der Landkreis Ostprignitz-Ruppin in Brandenburg
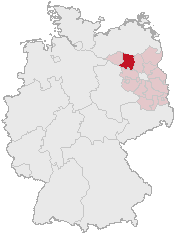
Der Landkreis Ostprignitz-Ruppin in Deutschland

## Wappen der Ämter

Amt Lindow (Mark)
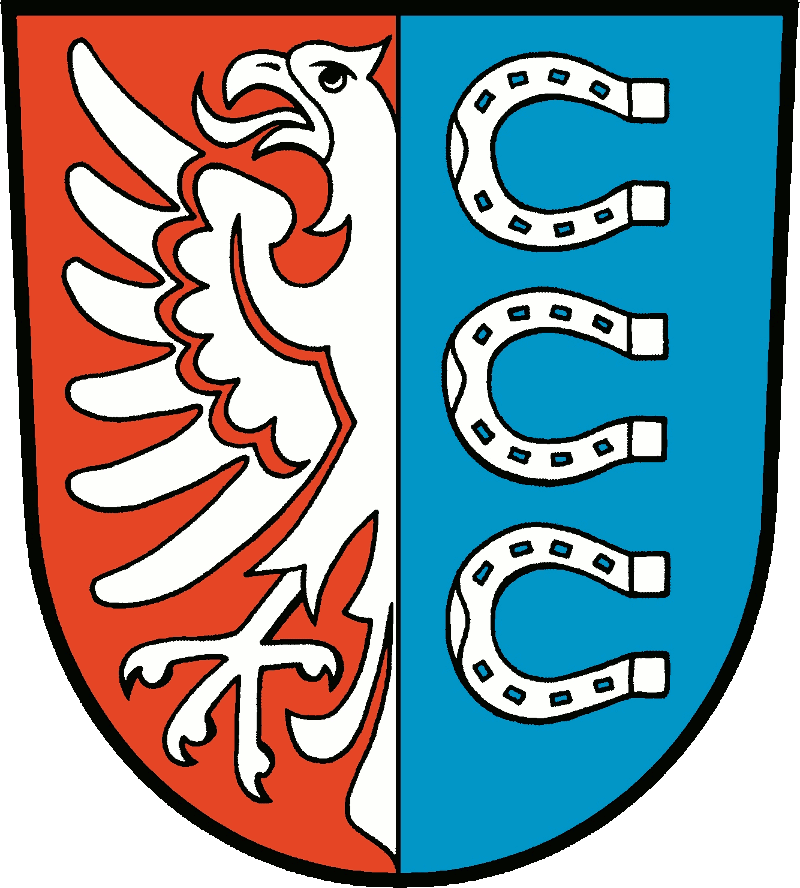
Amt Neustadt (Dosse)
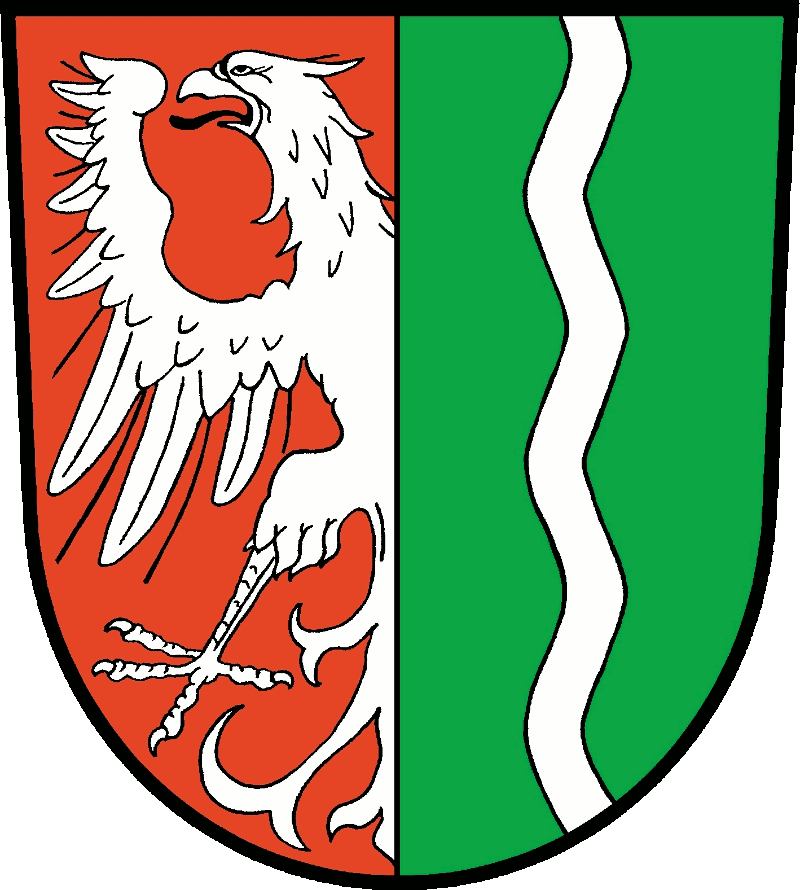
Amt Temnitz

## Wappen der Städte und Gemeinden
Folgende Gemeinden führen kein Wappen:
| - Dabergotz - Herzberg (Mark) - Märkisch Linden - Rüthnick - Storbeck-Frankendorf | - Temnitzquell - Temnitztal - Vielitzsee - Walsleben - Zernitz-Lohm |

- Gemeinde
Breddin[4]
- Gemeinde
Dreetz[5]
- Gemeinde
 Fehrbellin[6]
- Gemeinde
Heiligengrabe[7]
- Stadt
Kyritz[8]
- Stadt
Lindow (Mark)
- Kreisstadt
Neuruppin[9]
- Stadt
Neustadt (Dosse)[10]
- Stadt
Rheinsberg[11]
- Gemeinde
Sieversdorf-Hohenofen[12]
- Gemeinde
Stüdenitz-Schönermark
- Stadt
Wittstock/Dosse[13]
- Gemeinde
Wusterhausen/Dosse[14]

## Wappen ehemaliger Städte und Gemeinden

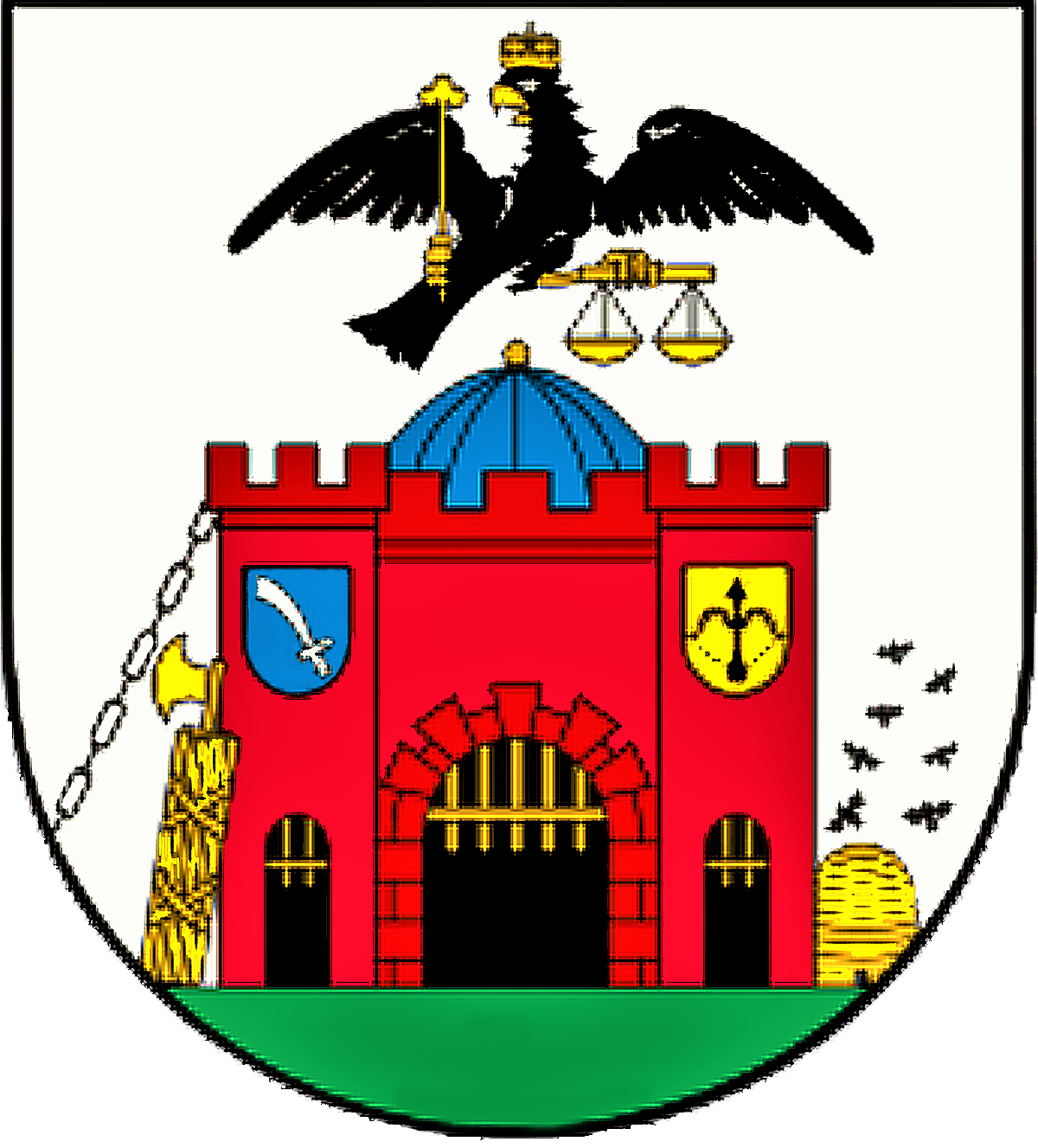
Stadt Neuruppin Ortsteil Alt Ruppin
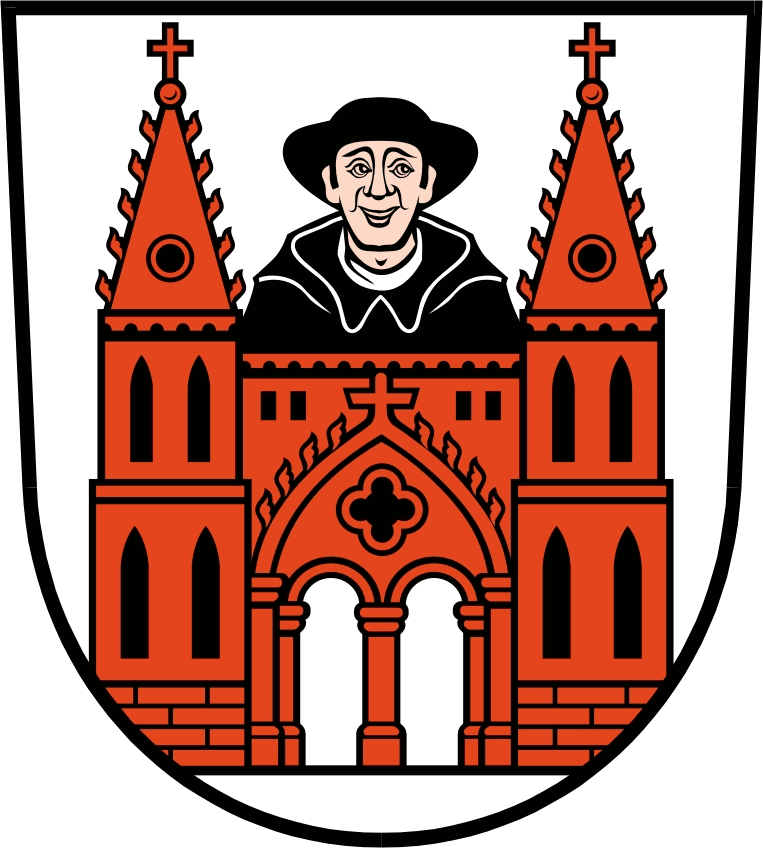
Gemeinde Fehrbellin Ortsteil Fehrbellin
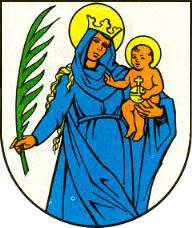
Stadt Wittstock/Dosse Ortsteil Freyenstein
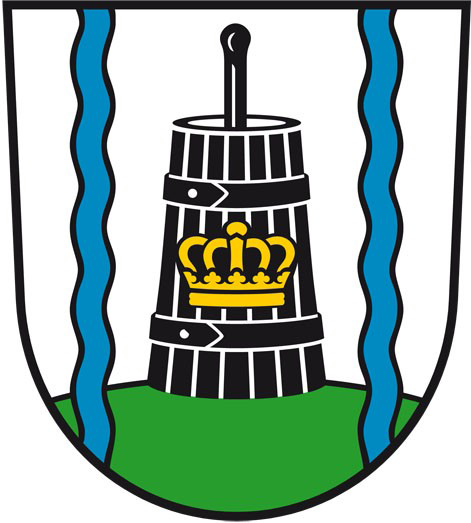
Gemeinde Fehrbellin Ortsteil Königshorst
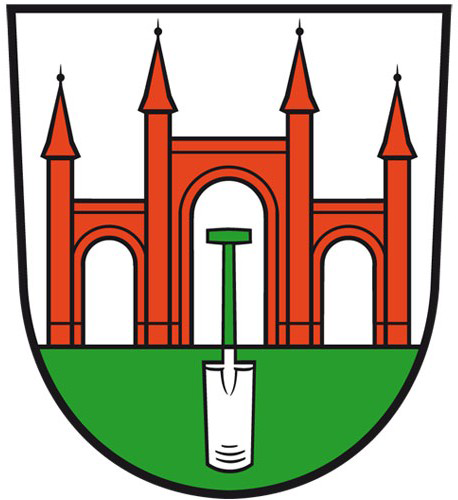
Gemeinde Fehrbellin Ortsteil Langen
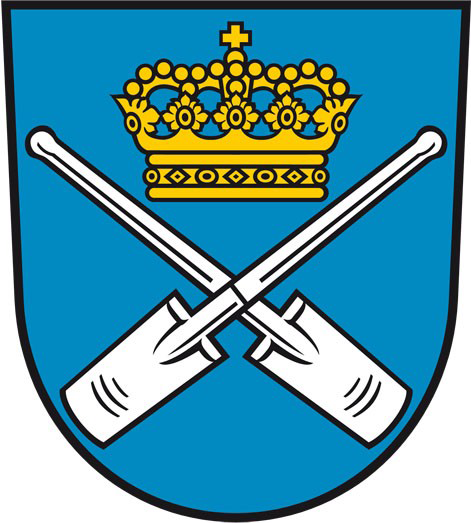
Gemeinde Fehrbellin Ortsteil Linum
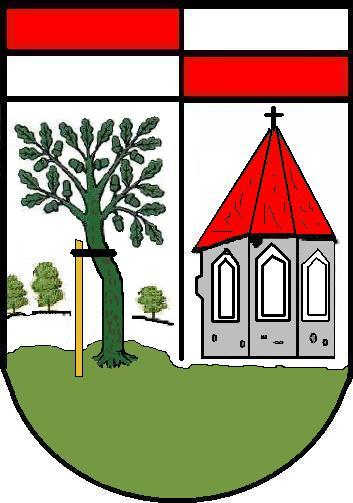
Gemeinde Wusterhausen/Dosse Ortsteil Nackel
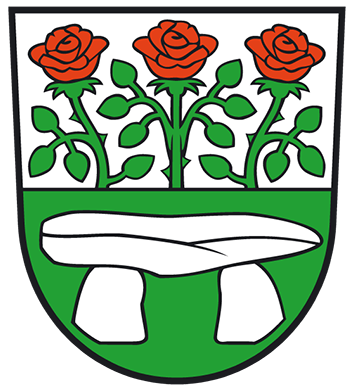
Gemeinde Heiligengrabe Ortsteil Zaatzke

- Stadt Neuruppin
Ortsteil Alt Ruppin

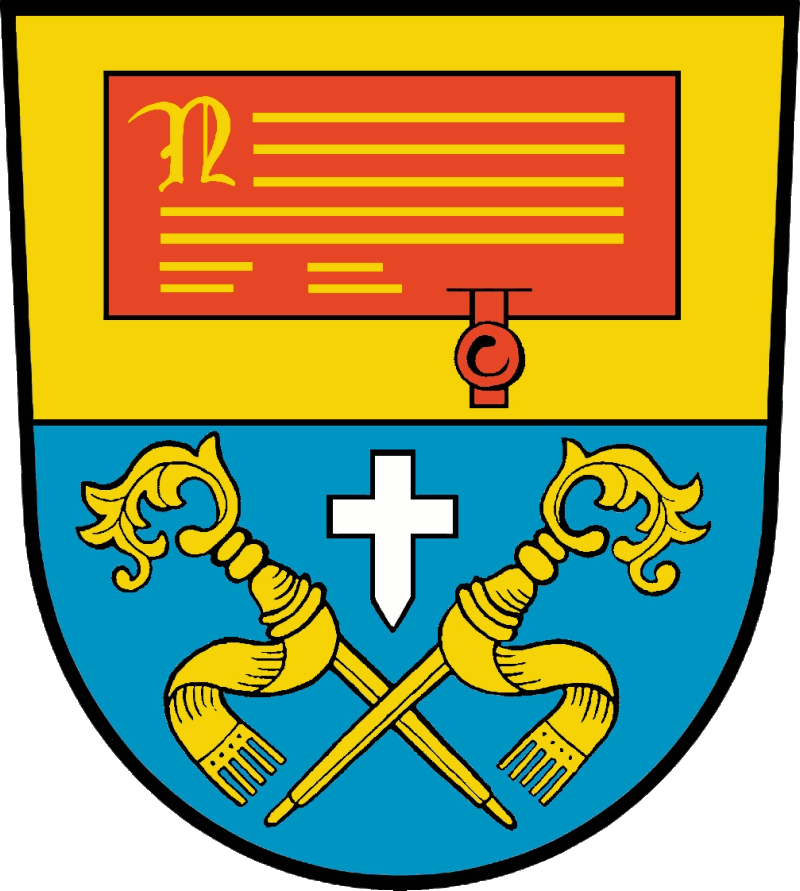
Gemeinde Fehrbellin
Ortsteil Fehrbellin[15]
- Stadt Wittstock/Dosse
Ortsteil Freyenstein
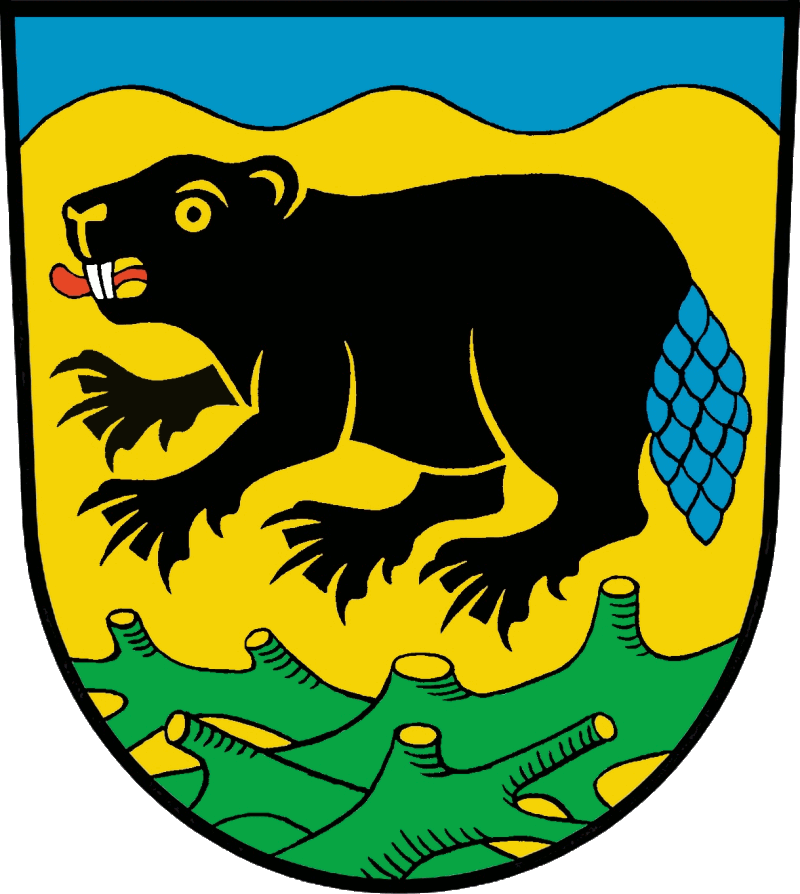
Gemeinde Fehrbellin
Ortsteil Königshorst[16]
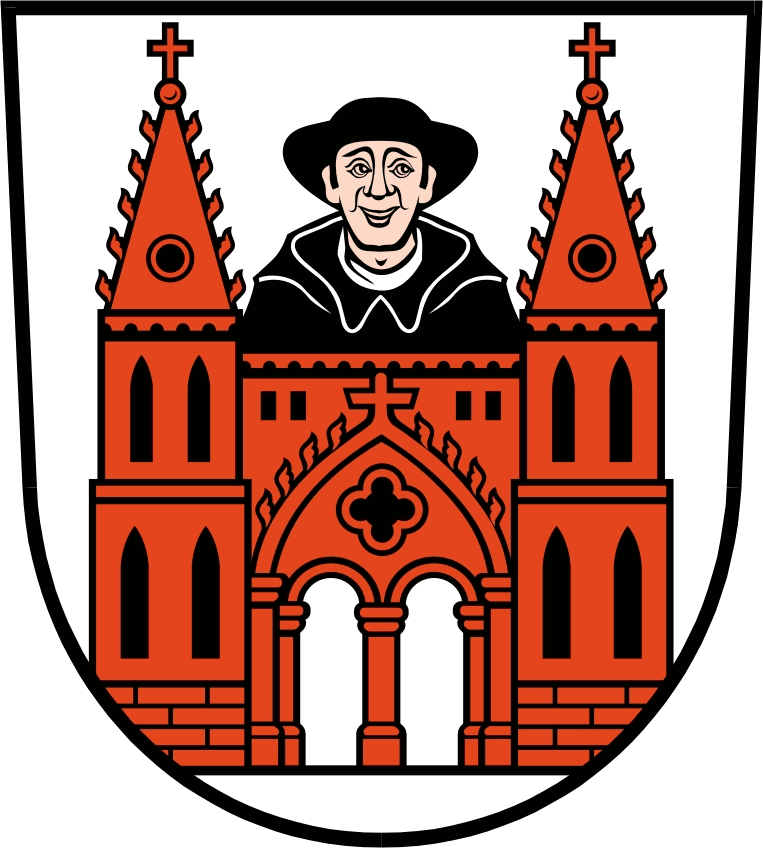
Gemeinde Fehrbellin
Ortsteil Langen[17]
Gemeinde Fehrbellin
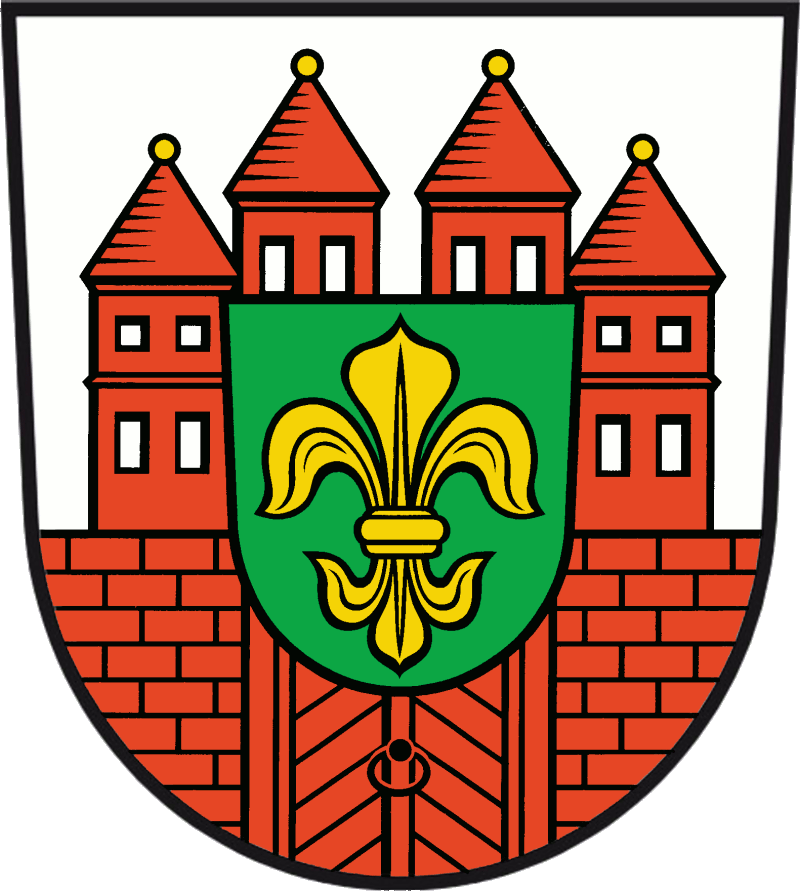
Stadt Kyritz
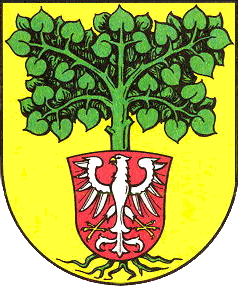
Stadt Lindow (Mark)
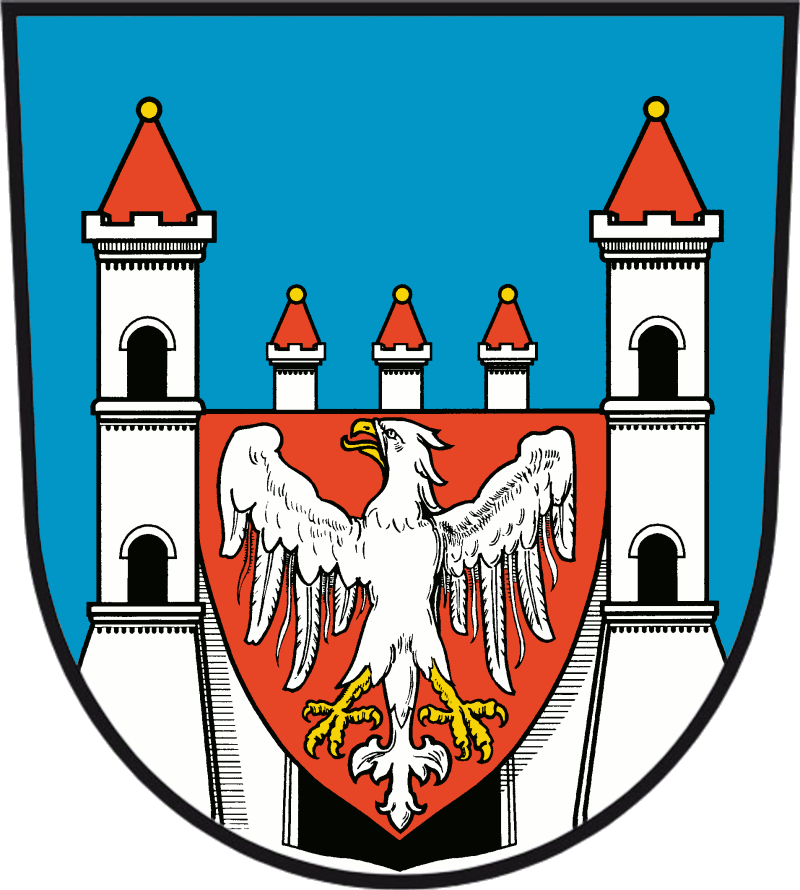
Kreisstadt Neuruppin
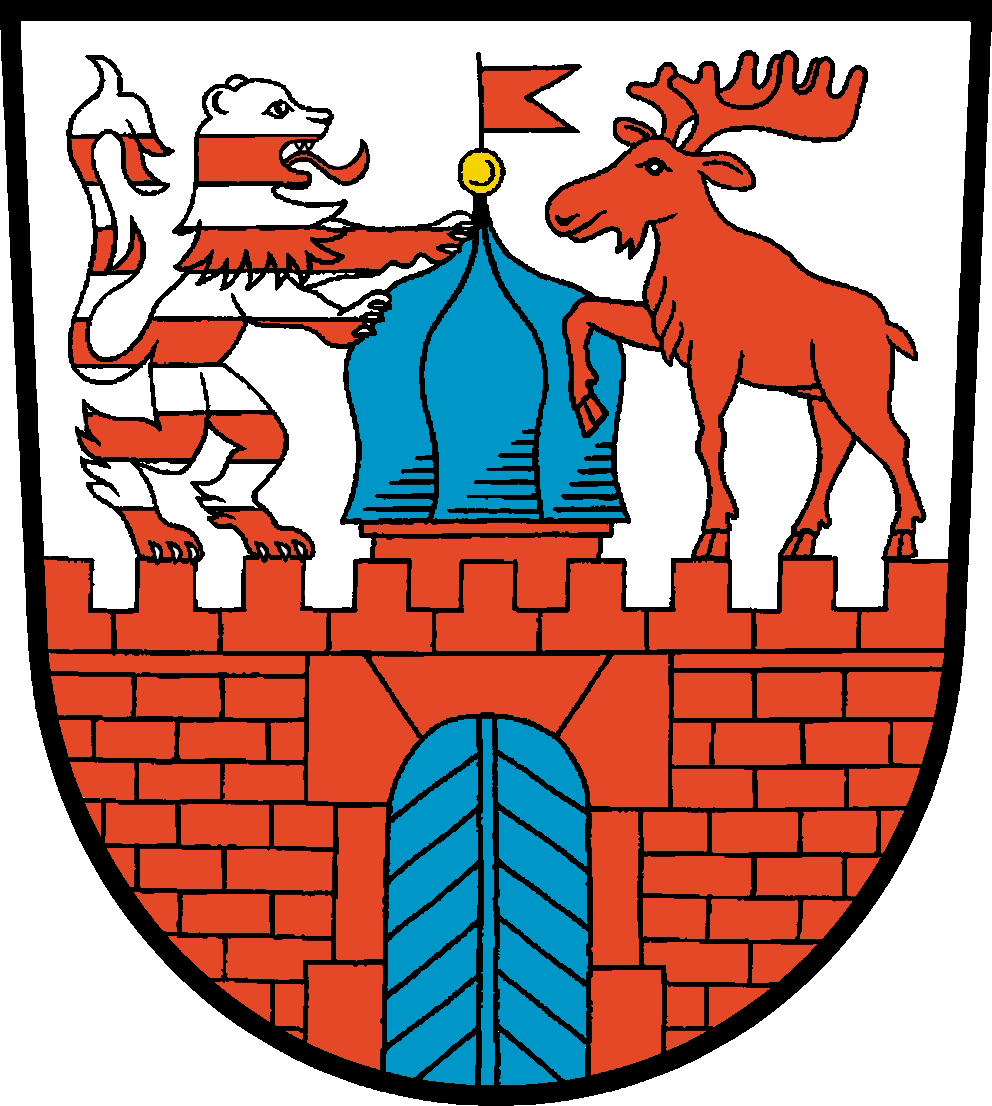
Stadt Neustadt (Dosse)
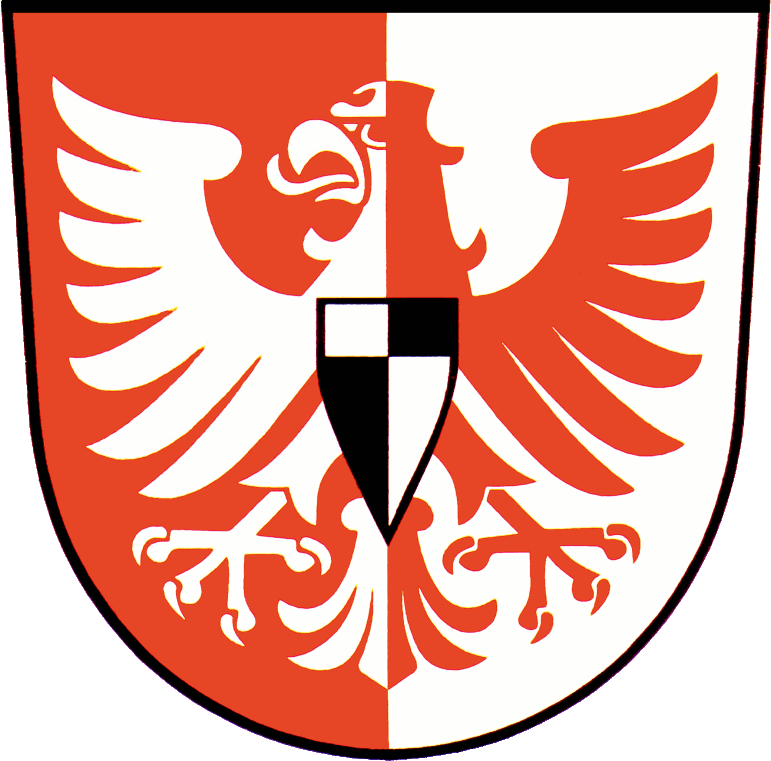
Stadt Rheinsberg
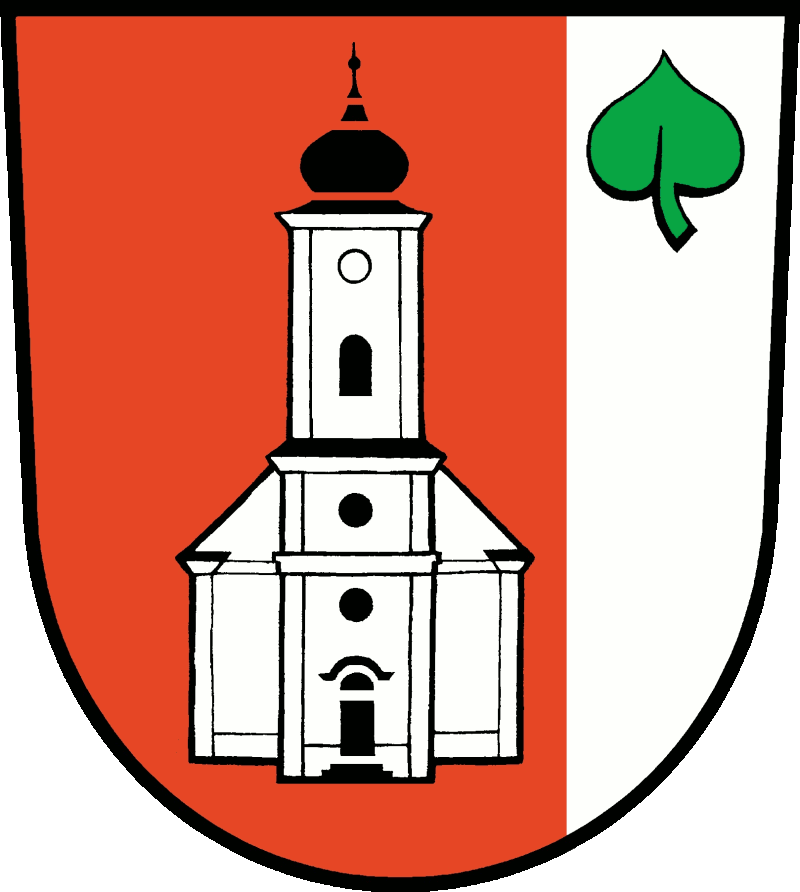
Gemeinde Sieversdorf-Hohenofen
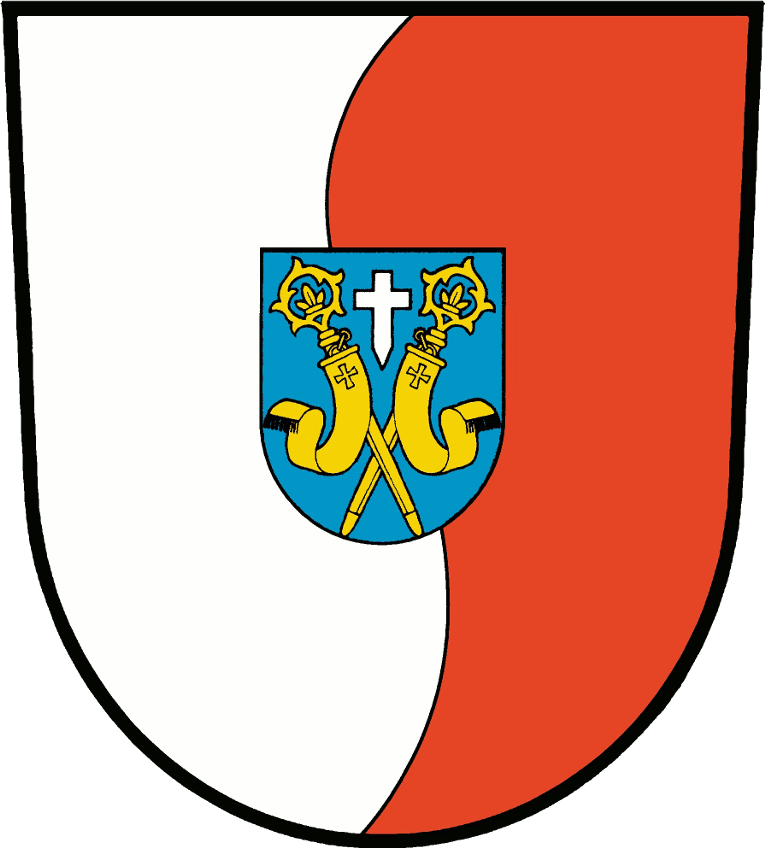
Gemeinde Stüdenitz-Schönermark
Stadt Wittstock/Dosse
Ortsteil Linum[18]
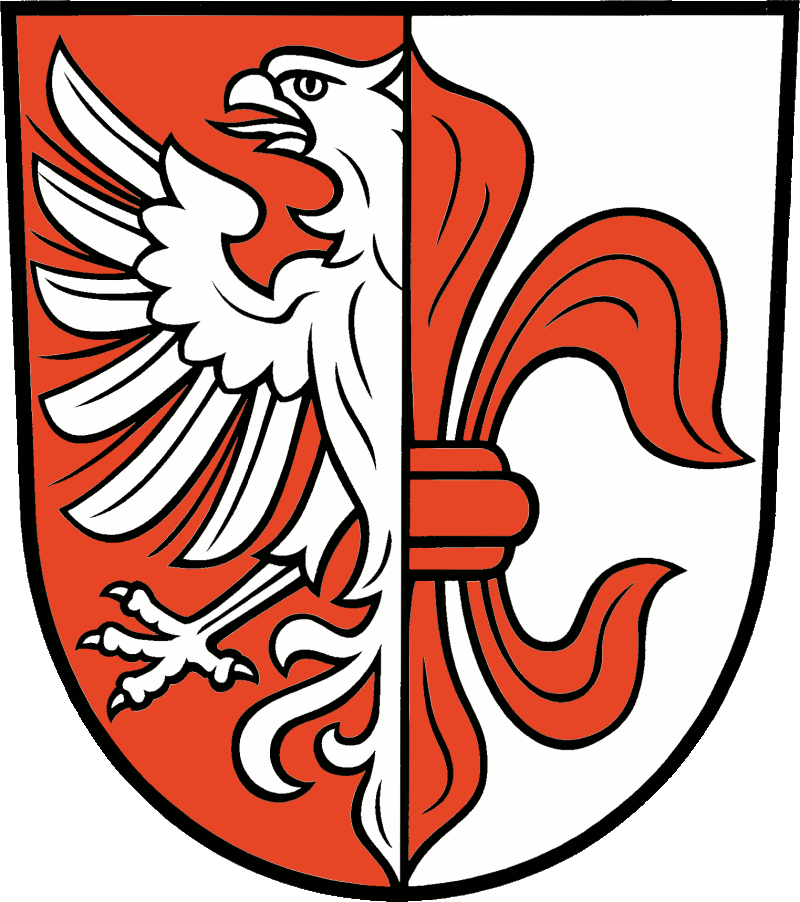
Gemeinde Wusterhausen/Dosse
Ortsteil Nackel[19]
- Gemeinde Heiligengrabe
Ortsteil Zaatzke

## Blasonierungen
1. ↑  Landkreiswappen: „Gespalten durch eine silberne Deichsel; oben in Rot ein goldbewehrter silberner Adler; unten in Grün vorn eine rotgebundene goldene Lilie, hinten eine rotbelegte goldene Mitra.“
2. ↑  Amt Neustadt (Dosse): „Gespalten von Rot und Blau; vorn ein halber silberner Adler am Spalt; hinten drei nach außen offene silberne Hufeisen pfahlweise.“
3. ↑   Amt Temnitz: „Gespalten von Rot und Grün, vorn ein halber, schwarz-gezungter silberner Adler am Spalt, hinten ein silberner Wellenpfahl.“
4. ↑  Breddin: „Geteilt von Gold und Blau; oben eine rote Urkunde mit goldenem N als gotische Initiale und anhängendem, rotem Rundsiegel; unten zwei schräggekreuzte goldene Krummstäbe mit abflatterndem Sudarium, oben bewinkelt von einem fußgespitzten Kreuz.“
5. ↑  Dreetz: „In Gold unter blauem Wellenschildhaupt ein laufender, rot-gezungter, blau-geschwänzter schwarzer Biber über grünem Astwerk.“
6. ↑  Fehrbellin: „In Silber eine zweitürmige, rote Kirche mit gequadertem Mauerwerk als Unterbau und einem mit einer schwarzen Rosette belegten offenen Doppelbogenportal. Die Türme sind mit je vier schwarzen Fenstern sowie mit bezackten, beknauften und bekreuzten Spitzdächern versehen. Zwischen den Türmen ein wachsender, schwarzbekleideter und behüteter Mönchsrumpf.“
7. ↑  Heiligengrabe: „In Grün über einer silbernen Spitze zum Schildhaupt, belegt mit einem gemauerten roten Treppengiebel, in dessen rundem Mauerdurchbruch ein rotes Jerusalemkreuz schwebt, oben rechts ein silbernes Steingrab und oben links schräggekreuzt silbern eine Axt und ein Hammer.“
8. ↑  Kyritz: „In Silber eine rote Stadtmauer mit geschlossenem Tor und vier spitzbedachten, goldbeknauften Türmen mit offenen Fenstern; belegt mit einem grünen Schild mit goldener Lilie.“
9. ↑  Neuruppin: „In Blau eine silberne Burg mit zwei gezinnten, zweigeschossigen Türmen mit zwei übereinander liegenden schwarzen Toren und gold-beknauften, roten Spitzdächern; der Mittelbau mit drei Türmchen und einem schwarzen Tor, das von einem roten Dreieckschild, belegt mit einem gold-bewehrten und gold-gezungten silbernen Adler, überdeckt wird.“
10. ↑  Neustadt (Dosse): „In Silber ein roter bezinnter Torbau, mit blauem Kuppeldach, goldbeknauft und mit rotem Fähnchen, sowie mit geschlossenem blauen Tor; auf den Mauerzinnen einander zugewendet vorn ein aufgerichteter neunmal von Silber über Rot geteilter Löwe, mit den Vorderpranken die Kuppel berührend, hinten ein schreitender roter Elch.“
11. ↑  Rheinsberg: „Im rot-silbern gespaltenen Schild ein Adler in verwechselten Farben, belegt mit einem silbern-schwarz gevierten Herzschild.“
12. ↑  Sieversdorf-Hohenofen: „In Rot mit einer linken silbernen Flanke, darin oben ein grünes Lindenblatt, eine silberne Kirche mit schwarz-bedachtem Turm, schwarzer Tür und Fenstern.“
13. ↑  Wittstock/Dosse: „In Silber eine rote gequaderte und gezinnte Burg mit zwei goldenen spitzbedachten, mit je einem schwarzen Fenster versehenen, Spitztürmen und einem niedrigen Torturm mit geöffnetem schwarzen Tor, mit goldenem aufgezogenen Fallgatter und goldenen Torflügeln. Über den Zinnen des Torturmes thront ein rotgekleideter Bischof, der in seinen ausgebreiteten Armen rechts einen goldenen Bischofsstab und links ein aufgeschlagenes Buch hält.“
14. ↑  Wusterhausen/Dosse: „Gespalten von Rot und Silber; vorn ein halber silberner Adler am Spalt und hinten eine halbe rote Lilie.“
15. ↑  Fehrbellin: „In Silber eine rote gotische Kirche mit Doppelbogenportal; zwischen den Türmen das Brustbild eines schwarzgekleideten Mönchs.“
16. ↑  Königshorst: „In Silber zwischen zwei blauen Wellenstäben auf grünem Berg ein schwarzes Butterfass, belegt mit einer goldenen Königskrone.“
17. ↑  Langen: „In Silber auf grünem Schildfuß ein dreiteiliges rotes Torgebäude mit größerem Mittelbau und drei offenen Rundbogentoren, flankiert von vier Türmchen mit schwarz beknauften Spitzdächern; das mittlere Tor und der Schildfuß belegt mit einem aufrechten Spaten in verwechselten Farben.“
18. ↑  Linum: „In Blau zwei schräggekreuzte silberne Torfspaten, oben bewinkelt von einer goldenen Königskrone.“
19. ↑  Nackel: „Das [sic] 1Schild dieses Nackeler Gemeindewappens teilt sich in zwei Bildfelder. Darüber liegt ein Rechteck. das abwechselnd die brandenburgischen Farben rot und weiß hervorhebt.Die rechte Seite des Schildes zeigt den ältesten Teil der Kirche, der noch aus der Zeit der Askanier stammt. Die Prämonstratenser Mönche errichteten zu der Zeit die erste Kapelle (12.-13. Jahrhundert) mit Schießscharten und Böllerlöchern. Die linke Schildseite stellt im Hintergrund die Zootzen dar. Davor sieht man die 1948 gepflanzte neue „Einsame Eiche“ mitten im Rhinluch.“ (Das Gemeindewappen von Nackel (Memento des Originals vom 29. September 2007 im Internet Archive)  Info: Der Archivlink wurde automatisch eingesetzt und noch nicht geprüft. Bitte prüfe Original- und Archivlink gemäß Anleitung und entferne dann diesen Hinweis.)1 Es müsste Der Schild.. heißen.